# Velká Británie na Letních olympijských hrách 1900
Velkou Británii na Letních olympijských hrách v roce 1900 ve francouzské Paříži reprezentovalo 103 sportovců (102 mužů a 1 žena) v 16 sportovních odvětvích.

## Medailová umístění
| Medaile | Jméno                                                   | Sport      | Disciplína                 |
| ------- | ------------------------------------------------------- | ---------- | -------------------------- |
| Zlato   | Charles Bennett                                         | Atletika   | Muži běh na 1500 m         |
| Zlato   | Charlotte Cooperová                                     | Tenis      | Ženy dvouhra               |
| Zlato   | Lawrence Doherty                                        | Tenis      | Muži dvouhra               |
| Zlato   | John Jarvis                                             | Plavání    | Muži 1000 m volný způsob   |
| Zlato   | John Jarvis                                             | Plavání    | Muži 4000 m volný způsob   |
| Zlato   | John Rimmer                                             | Atletika   | Muži 4000 m steeplechase   |
| Zlato   | Alfred Tysoe                                            | Atletika   | Muži běh na 800 m          |
| Zlato   | Lawrence Doherty Reginald Doherty                       | Tenis      | Muži čtyřhra               |
| Zlato   | Reginald Doherty Charlotte Cooperová                    | Tenis      | Smíšená čtyřhra            |
| Zlato   | Lorne Currie John Gretton Linton Hope Algernon Maudslay | Jachting   | Třída 0,5 - 1 tuna         |
| Zlato   | Lorne Currie John Gretton Linton Hope Algernon Maudslay | Jachting   | Otevřená třída             |
| Zlato   | Edward Hore H. N. Jefferson J. Howard Taylor            | Jachting   | Třída 3 - 10 tun           |
| Zlato   | Devon and Somerset Wanderers                            | Kriket     | 2-dny 12-man               |
| Zlato   | Upton Park F.C.                                         | Fotbal     | Turnaj mužů                |
| Zlato   | Osborne Swimming Club                                   | Vodní pólo | Turnaj mužů                |
| Stříbro | Charles Bennett                                         | Atletika   | Muži 4000 m steeplechase   |
| Stříbro | Patrick Leahy                                           | Atletika   | Muži skok vysoký           |
| Stříbro | Harold Mahony                                           | Tenis      | Muži dvouhra               |
| Stříbro | Sidney Robinson                                         | Atletika   | Muži 2500 m steeplechase   |
| Stříbro | Walter Rutherford                                       | Golf       | Muži 36 jamek              |
| Stříbro | Moseley Wanderers                                       | Ragby      | Turnaj mužů                |
| Bronz   | George Saint Ashe                                       | Veslování  | Muži skif                  |
| Bronz   | Reginald Doherty                                        | Tenis      | Muži dvouhra               |
| Bronz   | Edward Hore                                             | Jachting   | Třída 10 - 20 tun          |
| Bronz   | Peter Kemp                                              | Plavání    | Muži 200 m překážková trať |
| Bronz   | Patrick Leahy                                           | Atletika   | Muži skok daleký           |
| Bronz   | Arthur Norris                                           | Tenis      | Muži dvouhra               |
| Bronz   | David Robertson                                         | Golf       | Muži 36 jamek              |
| Bronz   | Sidney Robinson                                         | Atletika   | Muži 4000 m steeplechase   |
| Bronz   | Harold Mahony Arthur Norris                             | Tenis      | Muži čtyřhra               |